# Kakawadzor
Kakawadzor – wieś w Armenii, w prowincji Aragacotn. W 2011 roku liczyła 981 mieszkańców.